# Berta Zuckerkandl-Szeps

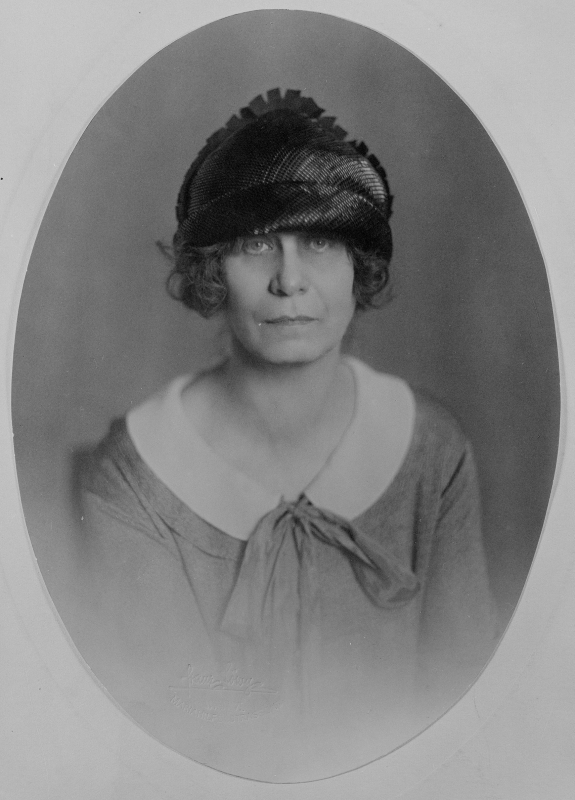
Berta Zuckerkandl-Szeps (1923). Fotograf Franz Löwy

Berta Zuckerkandl-Szeps (* 13. April 1864 als Bertha Szeps in Wien, Kaisertum Österreich; † 16. Oktober 1945 in Paris) war eine jüdische österreichische Schriftstellerin, Journalistin, Kritikerin und Salonnière.

## Leben
Berta Szeps (sie schrieb ihren Vornamen später immer ohne h, in Frankreich aber Berthe) wuchs als Tochter des liberalen Zeitungsverlegers Moritz Szeps, der das Neue Wiener Tagblatt leitete, und seiner Frau Amalia geb. Schlesinger in Wien auf und wurde durch Hauslehrer unterrichtet. Als Begleiterin ihres Vaters und gelegentlich auch als Schriftführerin oder als geheime Botin nahm sie schon als Teenager an seinen Gesprächen und Kontakten mit in- und ausländischen Prominenten teil und hatte daher schon früh einen sehr weit gespannten Bekannten- und Freundeskreis.
Sie heiratete am 15. April 1886 den damals in Graz als Universitätsprofessor tätigen Anatomen Emil Zuckerkandl und zog zu ihm nach Graz, bis er 1888 die Professur in Wien erhielt.

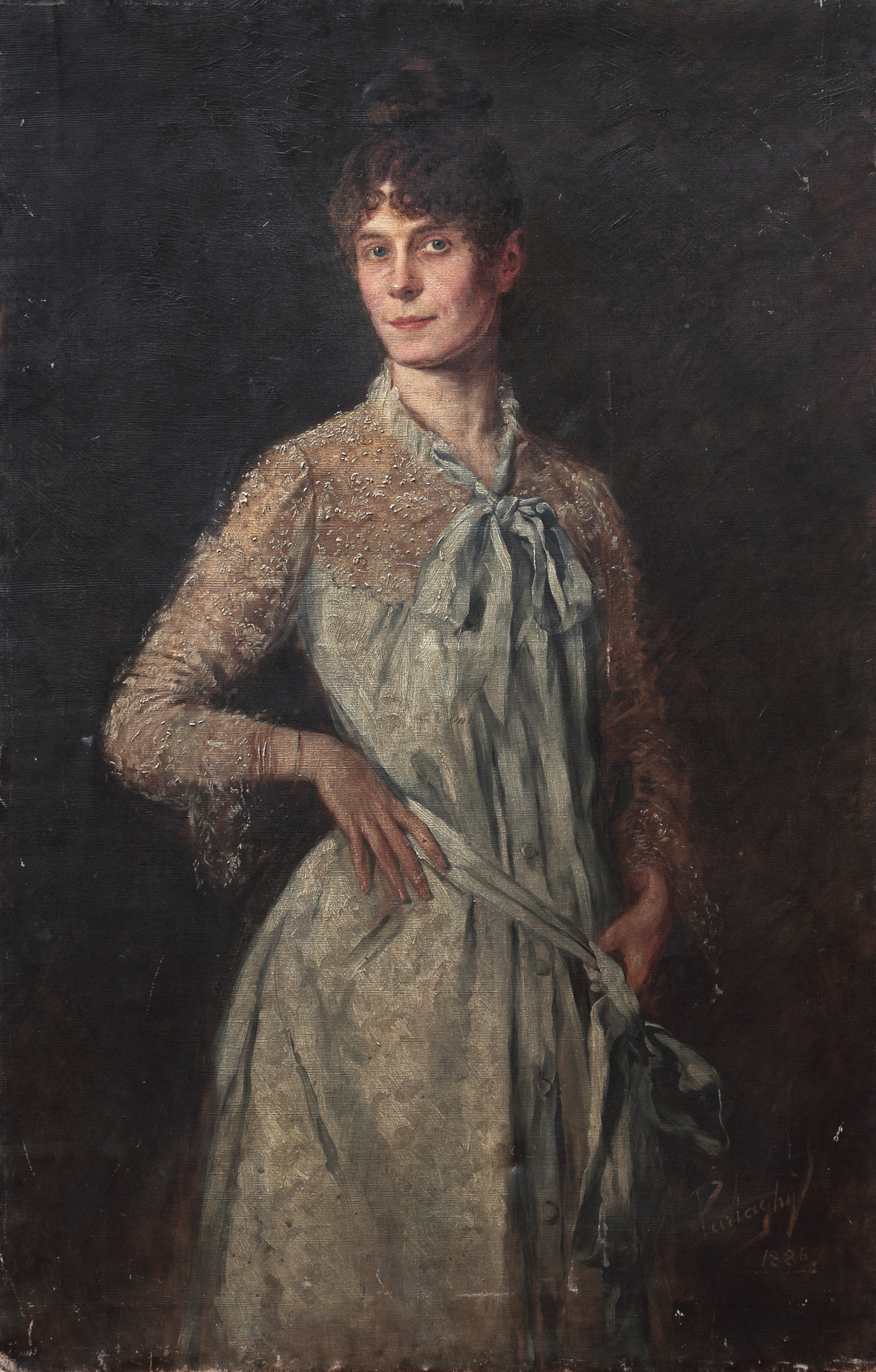
Gemälde von Vilma Elisabeth von Parlaghy Brochfeld (1886)

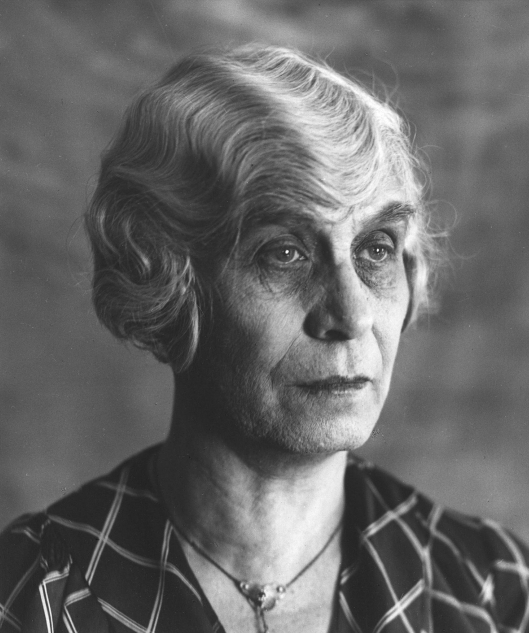
Aufnahme von Ludwig Schwab, um 1930

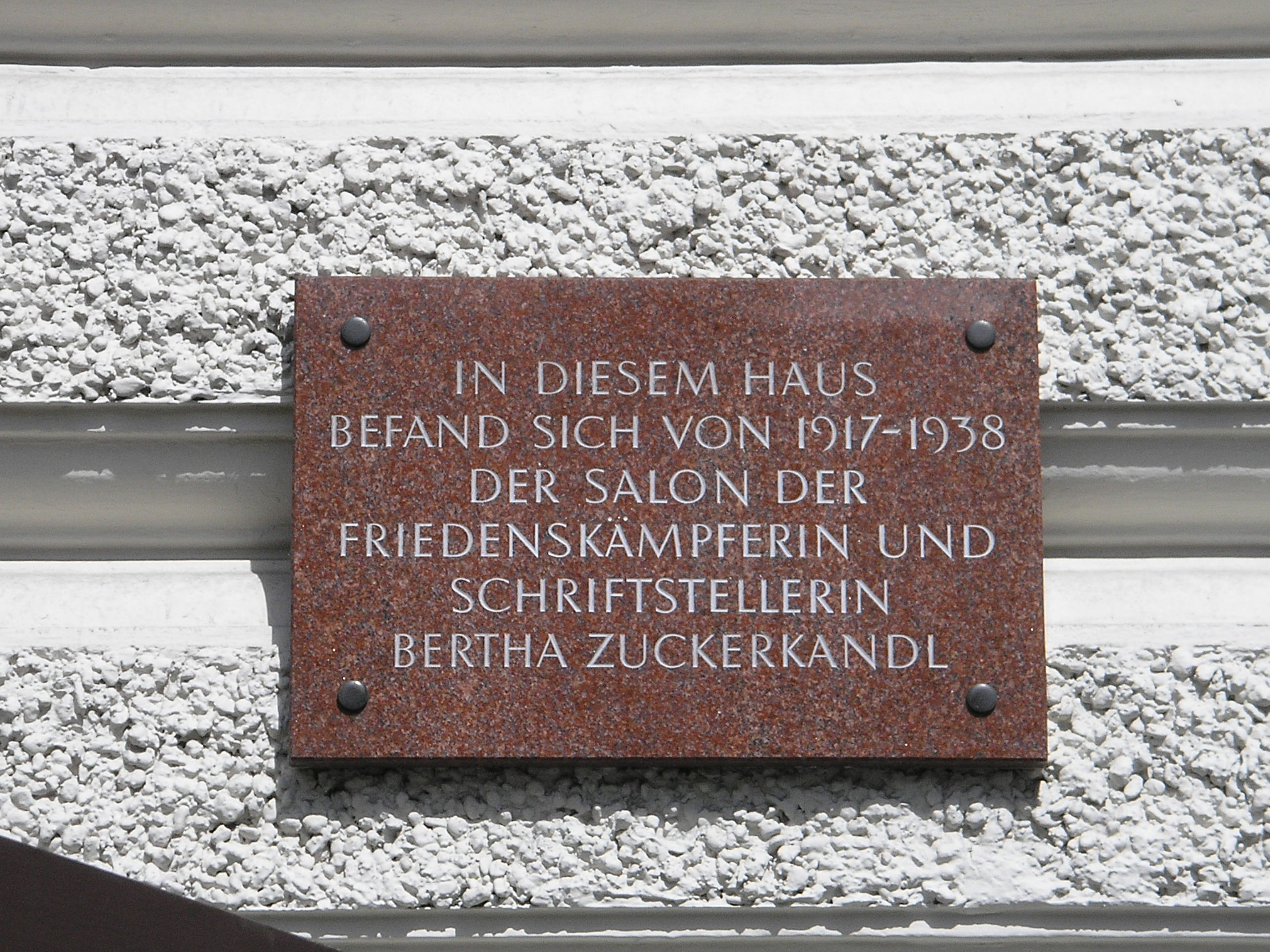
Gedenktafel für den Salon der Bertha Zuckerkandl am Palais Lieben-Auspitz in Wien

Berta Zuckerkandl führte in Wien vom Ende des 19. Jahrhunderts bis 1938 einen literarischen Salon, zunächst in einer von ihrem Mann auf ihren Wunsch angekauften Villa in der Nußwaldgasse in Döbling, seit 1892 der 19. Wiener Gemeindebezirk, von 1917 an im Stadtzentrum, dem 1. Bezirk, im Palais Lieben-Auspitz (Eingang Oppolzergasse) beim Burgtheater, wo sich heute eine Gedenktafel befindet. In diesem Salon verkehrte die künstlerische und wissenschaftliche Elite des Landes, darunter Johann Strauss (Sohn), Gustav Klimt, Arthur Schnitzler, Max Reinhardt und Franz Theodor Csokor. Alma Mahler-Werfel lernte hier 1901 Gustav Mahler kennen. Zu den von Berta Zuckerkandl protegierten Künstlern gehörten unter anderen Anton Kolig und Sebastian Isepp vom Nötscher Kreis. Besonders verbunden war sie mit der Secession und der Wiener Werkstätte, beide mit ihrem Zuspruch und ihrer publizistischen Unterstützung entstanden.
Zuckerkandls ältere Schwester Sophie (1862–1937) war mit Paul Clemenceau, dem Bruder des späteren französischen Ministerpräsidenten Georges Clemenceau, verheiratet. Sophie und Berta hatten die Clemenceaus im Rahmen der Bestrebungen ihres Vaters, die Verbindungen zwischen Österreich-Ungarn und Frankreich zu stärken, kennengelernt. Bei ihren häufigen Besuchen in Paris lernte Berta im Salon ihrer Schwester unter anderem Auguste Rodin und Maurice Ravel kennen. Auf Grund dieser guten Verbindungen nach Frankreich war sie während des Ersten Weltkriegs, 1917, in die erfolglos gebliebenen Bemühungen Kaiser Karls I. und seiner Gattin Zita um einen Separatfrieden eingebunden (Sixtus-Affäre).
Als Journalistin für die Bereiche Theater und Kunst arbeitete Zuckerkandl für die Wiener Allgemeine Zeitung und das Neue Wiener Journal. Sie war Vorkämpferin für die Secession, die Wiener Werkstätte und Mitbegründerin der Salzburger Festspiele. In ihrem Salon fand die erste öffentliche Lesung von Hofmannsthals Jedermann statt.
Sie übersetzte auch mehrere Theaterstücke aus dem Französischen, so von Marcel Achard, Jean Anouilh, Jacques Bousquet, Henri-René Lenormand und Paul Géraldy.
Österreichische Politiker der Zwischenkriegszeit, die Frankreich als Siegermacht des Ersten Weltkriegs um Unterstützung bzw. um Investitionen französischer Geldgeber in das arm gewordene Österreich bitten wollten, nahmen mehrmals Berta Zuckerkandls sehr gute Kontakte in Paris in Anspruch. Deshalb war sie mit Bundeskanzler Ignaz Seipel ebenso in Verbindung, wie später mit Engelbert Dollfuß.
Als das Deutsche Reich Österreich 1938 anschloss, musste Berta Zuckerkandl als Jüdin fliehen. Der französische Autor Paul Géraldy kam nach Wien und half Zuckerkandl bei ihrer Flucht nach Paris. Dort hatte sie engen Kontakt zu anderen vertriebenen Österreichern, wie beispielsweise Franz Werfel. Als Trägerin des Ordens der Ehrenlegion war sie von der Internierung in Frankreich ausgenommen und konnte im Frühjahr 1940 zu ihrem schon früher ausgewanderten Sohn Fritz nach Algier übersiedeln. Nach der Eroberung Algiers durch die Alliierten arbeitete sie bei einem Rundfunksender der Alliierten an Radiosendungen mit, in denen sie die Österreicher zum Widerstand gegen die Nationalsozialisten aufrief. Die Ausreise in die USA gelang ihr nicht. Aus dem Jahr 1945 sind Briefe an Franz Theodor Csokor erhalten, in denen sie ihm für die Zukunft in Österreich alles Gute wünscht, aber bezweifelt, ihre Heimatstadt noch einmal zu sehen. Sie kehrte 1945, bereits schwer krank, nach Paris zurück und starb dort noch im selben Jahr.
Zuckerkandls Grab befindet sich auf dem Friedhof Père-Lachaise in Paris. Im Jahr 2009 wurde in Wien-Alsergrund (9. Bezirk) der Bertha-Zuckerkandl-Weg nach ihr benannt, ein Fuß- und Radweg auf dem ehemaligen Verbindungsbogen der Stadtbahn, parallel zum Donaukanal und zur Spittelauer Lände. Zusätzlich wurde eine Erläuterungstafel zur Straßennamen-Verkehrstafel angebracht.
2012 kaufte die Österreichische Nationalbibliothek von Berta Zuckerkandls in den Vereinigten Staaten lebendem Enkel Emile Zuckerkandl sein persönliches Archiv mit den Autografen berühmter Persönlichkeiten, wie sie bei seiner Großmutter aus und ein gingen, mit vielen Briefen an Berta Zuckerkandl und mit ihrem Bericht über ihre Flucht von Frankreich nach Algier. 2013 haben Theresia Klugsberger und Ruth Pleyer diesen Bericht unter dem Titel Flucht! Von Bourges nach Algier im Sommer 1940. im Czernin Verlag in Wien herausgegeben. 2014 und 2016 erwarb die Österreichische Nationalbibliothek weitere Teile aus dem Nachlass von Berta Zuckerkandl, unter anderem unveröffentlichte Briefe von Raoul Aslan, Joseph Roth und Ödön von Horváth.

## Schriften (Auswahl)
- Die Pflege der Kunst in Österreich 1848–1898. Dekorative Kunst und Kunstgewerbe. Wien 1900 (archive.org).
- Zeitkunst Wien 1901–1907. Heller, Wien 1908.
- Polens Malkunst. Wien 1915 (archive.org).
- Ich erlebte fünfzig Jahre Weltgeschichte. Autobiographie. Bermann-Fischer Verlag, Stockholm 1939 (archive.org).
- Clemenceau tel que je l’ai connu. Algier 1944.
- Österreich intim. Erinnerungen 1892–1942. Hrsg. Reinhard Federmann. Propyläen, Frankfurt 1970, Taschenbuch: Ullstein, Frankfurt am Main 1988, ISBN 3-548-20985-8.
- Polens Malkunst 1915. In: Roman Taborski (Hrsg.): Stanisław Wyspiański, der große Schöpfer der Polnischen Moderne. Wien 1996.
- Jung-Polen 1906. In: Roman Taborski (Hrsg.): Stanisław Wyspiański, der große Schöpfer der Polnischen Moderne. Wien 1996.
- Flucht!: Von Bourges nach Algier im Sommer 1940. Theresia Klugsberger und Ruth Pleyer (Hrsg.). Cernzin-Verlag, Wien 2013, ISBN 978-3-7076-0456-6.
- Berta Zuckerkandl – Gottfried Kunwald. Briefwechsel 1928–1938. Gertrude Enderle-Burcel (Hrsg.). Böhlau Verlag, Wien 2018, ISBN 978-3-205-20775-7.

### Übersetzungen
- Paul Annont und Jacques Bousquet: Mama Nicole. Lustspiel in 3 Akten. Wien 1925.
- Edouard Bourdet: Soeben erschienen. Komödie in 3 Akten. Für die deutsche Bühne bearbeitet von Paul Kalbeck. o. O., um 1925.
- Jean-Jacques Bernard: Seele in Not. Schauspiel in 3 Akten. Eirich, Wien um 1928.
- Paul Géraldy. Dramen. Autorisierte Übersetzung aus dem Französischen. Zsolnay, Wien 1928.
- Paul Géraldy. So ist die Liebe [Gedichte]. Autorisierte Übersetzung aus dem Französischen. Zsolnay, Wien 1930.
- Henri-René Lenormand: Theater. Dramen. Autorisierte Übersetzung aus dem Französischen. Zsolnay, Wien 1930.
- Alfred Savoir: Er: Spiel in 3 Akten. Marton, Wien 1930.

## Sonstiges
- Beatrice Gleicher: Berta Zuckerkandl: Willkommen in meinem Salon. Uraufführung: Wien, Palais Schönburg, Regie: Erhard Pauer.[9]